# Vatnsoyrar
Vatnsoyrar på Vágar er Færøernes eneste bygd, der ikke ligger ved kysten. Bygden er beliggende ved Sørvágsvatn og havde 1. januar 2025 42 indbyggere.Bygden er en del af Vága kommuna.
Brøðrasamkoman anlagde i 1967  børne- og ungdomslejren Zarepta, hvortil mange børn og unge fra hele Færøerne kommer på lejrophold. Komplekset har mange faciliteter og er blevet udbygget ad flere omgange, sidst i 2016, hvor der blev opført en ny hovedbygning.
Der er en vinduesfabrik, en manufakturhandel og et lille museum med veteranbiler. 
Kunstmaleren Pól Skarðenni bor og har et atelier i Vatnsoyrar.

## Historie
Niðursetubygden Vatnsoyrar blev i 1921 anlagt i Miðvágurs udmark, hvor tre familier fra Sørvágur hver fik tildelt en jordlod til opdyrkning. I de første 20 år havde bygden kun tre huse, men efter  1945 voksede den.
Da Storbritannien okkuperede Færøerne og byggede flyvepladsen på Vágar, blev Vatnsoyrar deres hovedkvarter. Den lokale befolkning blev da evakueret, men kunne vende hjem, da krigen var forbi.

## Galleri
- Vatnsoyrar
- Hovedvej nr. 11 passerer Vatnsoyrar
- Resterne af en britisk barak ved Vatnsoyrar